# Roella squarrosa
Roella squarrosa är en klockväxtart som beskrevs av Peter Jonas Bergius. Roella squarrosa ingår i släktet Roella och familjen klockväxter. Inga underarter finns listade i Catalogue of Life.